# 48. Landwehr-Division (Deutsches Kaiserreich)
Die 48. Landwehr-Division war ein Großverband der Preußischen Armee im Ersten Weltkrieg.

## Gefechtskalender
Die Division wurde am 13. September 1917 an der Westfront zusammengestellt und kam ausschließlich dort zum Einsatz. Nach Kriegsende marschierte sie in die Heimat zurück, wo der Verband zunächst demobilisiert und am 3. Januar 1919 schließlich aufgelöst wurde.

### 1917
- ab 14. September – Stellungskämpfe in Lothringen

### 1918
- bis 9. Januar – Stellungskämpfe in Lothringen
- 10. Januar bis 4. Februar – Stellungskämpfe in Lothringen und in den Vogesen
- 04. Februar bis 11. November – Stellungskämpfe in Lothringen
- ab 12. November – Räumung des besetzten Gebietes und Marsch in die Heimat

## Gliederung

### Kriegsgliederung 1917/1918
- 1. Landsturm-Brigade
  - Landsturm-Infanterie-Regiment Nr. 38
  - Landsturm-Infanterie-Regiment Nr. 39
  - Landsturm-Infanterie-Regiment Nr. 47
  - 1. Eskadron/Garde-Reserve-Ulanen-Regiment
- Artillerie-Kommandeur Nr. 26
  - Feldartillerie-Regiment Nr. 264
- Divisions-Nachrichten-Kommandeur Nr. 548

## Kommandeure
| Dienstgrad      | Name                        | Datum                                 |
| --------------- | --------------------------- | ------------------------------------- |
| Generalmajor    | Hugo Karl August Bacmeister | 13. September 1917 bis 13. Mai 1918   |
| Generalleutnant | Thilo von Hanstein          | 14. Mai bis 26. September 1918        |
| Generalmajor    | Rudolf von Borries          | 27. September 1918 bis 3. Januar 1919 |